# Haikî-Sîtenski, Radîvîliv
Haikî-Sîtenski (în ucraineană Гайки-Ситенські) este un sat în comuna Sîtne din raionul Radîvîliv, regiunea Rivne, Ucraina.

## Demografie
Componența lingvistică a localității Haikî-Sîtenski
     Ucraineană (99,18%)
     Alte limbi (0,82%)
Conform recensământului din 2001, majoritatea populației localității Haikî-Sîtenski era vorbitoare de ucraineană (99,18%), existând în minoritate și vorbitori de alte limbi.